# غملول قلموني
الغملول القلموني (باللاتينية: Acantholimon antilibanoticum) نوع نباتي يتبع جنس الغملول من الفصيلة الرصاصية.

## الموئل والانتشار
موطنه جبال القلمون في بلاد الشام.